# Système d'évaluation des jeux vidéo chilien
Le Système d'évaluation des jeux vidéo chilien, Calificación de videojuegos en espagnol et familièrement Ley de etiquetado de videojuegos, est un loi que régule l'évaluation des jeux vidéo sur jeux video vendu au Chili à partir de 2018. Le Chili et Brésil sont les unique pays en Amérique du Sud à adopter officiellement un système d'évaluation des jeux vidéo autre que l''ESRB.

## Évaluation
Le système d'évaluation est le suivant,,,,, :
| Évaluation                                                                     | Évaluation                | Âge minimal    | Description |
| ------------------------------------------------------------------------------ | ------------------------- | -------------- | --- |
| Especialmente recomendado                                                      | Especialmente Recomendado | Tout âge       | « Videojuego especialmente recomendado para niños y adolescentes : por contener material educativo y ningún material inapropiado para su edad »                                                  |
| Especialmente recomendado                                                      | Especialmente Recomendado | Tout âge       | « Jeu vidéo recommandé pour enfants et adolescents de tout âge, à but éducatif, et ne contenant aucun contenu inapproprié »                                                                      |
| Toda edad                                                                      | Toda Edad                 | Tout âge       | « Videojuego sin contenido objetableque puede ser visto por personas de cualquier edad » |
| Toda edad                                                                      | Toda Edad                 | Tout âge       | « Jeu vidéo sans contenu inapproprié, jouables par les enfants et adolescents de tout âge » |
| 8 años o más                                                                   | 8 años o más              | 8 ans et plus  | « Videojuego no recomendado para menores de 8 años por contener un porcentaje menor de lenguaje inapropiado, insinuaciones sexuales o violencia »                                                |
| 8 años o más                                                                   | 8 años o más              | 8 ans et plus  | « Jeu vidéo non recommandé pour les enfants de moins de 8 ans, pouvant contenir un langage légèrement inapproprié, de la violence modérée et des insinuations à caractère sexuel »               |
| 14 años o más                                                                  | 14 años o más             | 14 ans et plus | « Videojuego no recomendado para menores de 14 años por contener un porcentaje moderado de lenguaje inaprpiado, insinuaciones sexuales o violencia »                                             |
| 14 años o más                                                                  | 14 años o más             | 14 ans et plus | « Jeu vidéo non recommandé pour les enfants de moins de 14 ans contenant un langage inapproprié, des propos ou scènes à caractère sexuel et de la violence modérée. »                            |
| 18 años o más                                                                  | 18 años o más             | 18 ans et plus | « Videojuego no recomendado para menores de 18 años por contener un porcentaje importante de lenguaje vulgar, material sexual explícito, desnudez frecuente o importantes niveles de violencia » |
| 18 años o más                                                                  | 18 años o más             | 18 ans et plus | « Jeu vidéo réservé aux adultes de plus de 18 ans contenant un langage vulgaire, des propos et scènes à caractère sexuel explicites, de la nudité et un niveau important de violence »           |
| « Mientras resuelve en definitiva el Consejo de Calificación Cinematográfica » |                           |                | |
| « En attente de l'avis définitif du Conseil d'Évaluation Cinématographique »   |                           |                | |